# نقولا ميستيكوس

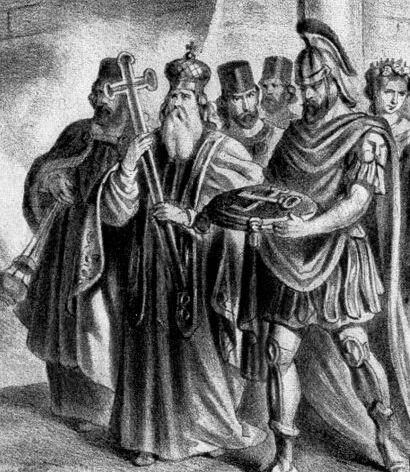
نقولا الأول ميستيكوس (إعادة تمثيل حديثة)

نقولا الأول ميستيكوس ((باليونانية: Νικόλαος Α΄ Μυστικός)‏, Nikolaos I Mystikos;ولد في  852 – توفي 11 مايو 925) كان بطريرك القسطنطينية المسكوني (Ecumenical Patriarch of Constantinople) من مارس 901 إلى فبراير 907 ومن 912 مايو إلى وفاته في 925. يوم عيده في الكنيسة الأرثوذكسية الشرقية هو 16 مايو.

## وصلات خارجية
- نقولا ميستيكوس على موقع الموسوعة البريطانية (الإنجليزية)
- نقولا ميستيكوس على موقع الموسوعة البريطانية (الإنجليزية)